# Central hidroeléctrica de Medog
La central hidroeléctrica de Medog (en chino: 墨脱水电站 ) o central hidroeléctrica Motuo  es un proyecto de presa hidroeléctrica de 60.000 megavatios (MW) en desarrollo en el río Yarlung Tsangpo, en la región autónoma del Tíbet, China. Una vez finalizado, se convertirá en la mayor instalación hidroeléctrica del mundo, con una capacidad de generación anual prevista de 300.000 millones de kilovatios-hora, el triple que la Presa de las Tres Gargantas. 
En 2021, la Asamblea Popular Nacional de China aprobó el 14.° plan quinquenal (2021-2025) y sus objetivos a largo plazo hasta 2035. En este marco, estaba previsto construir la presa.
El gobierno chino autorizó la construcción de la presa en diciembre de 2024, con una inversión estimada superior a 1 billón de yuanes (aproximadamente 137.000 millones de dólares estadounidenses ). La construcción comenzó oficialmente el 19 de julio de 2025.  El proyecto se desarrollará como una instalación monofásica, con operaciones comerciales previstas para 2033. 

## Ubicación
La construcción de la planta tiene lugar en el condado de Medog, en la prefectura de Nyingchi, cerca del estado fronterizo con la India, Arunachal Pradesh. Se trata de la sección inferior del Yarlung Tsangpo, que nace en las regiones glaciares del oeste del Tíbet. Este curso de agua continúa hacia la India como el río Brahmaputra y hacia Bangladés como el río Yamuna, siendo una fuente de agua crucial para estas regiones. 

## Descripción general
La central hidroeléctrica de Medog forma parte de la estrategia más amplia de desarrollo hidroeléctrico de China en el Tíbet. Desde el año 2000, China ha iniciado o propuesto 193 proyectos hidroeléctricos en la región, de los cuales aproximadamente el 60 % aún se encuentra en fase de planificación o preparación. La construcción se aprobó en diciembre de 2024 y comenzó oficialmente el 19 de julio de 2025.  El gobierno chino aún no ha publicado evaluaciones integrales de impacto ambiental ni planes detallados de implementación para el proyecto. 
El proyecto es propiedad exclusiva de Power Construction Corporation of China (PowerChina), empresa constructora estatal, y está siendo desarrollado por ella. Está previsto que las operaciones comerciales comiencen en 2033. Con una inversión proyectada que cuadruplica la de la presa de las Tres Gargantas (cuyo costo fue de 250 000 millones de yuanes), la central hidroeléctrica de Medog representa uno de los proyectos de infraestructura más ambiciosos de China y uno de los más costosos de la historia. La producción anual prevista de 300 000 millones de kilovatios-hora la consolidaría como la instalación hidroeléctrica más productiva del mundo, superando con creces los récords actuales.  
El proyecto pretende aprovechar un desnivel de 2.000 metros del río en un tramo de 50 kilómetros conocido como "la Gran Curva",  lo que le otorga la capacidad de generar importantes cantidades de energía hidroeléctrica. Este tramo atraviesa el Gran Cañón Yarlung Tsangpo, reconocido como el sistema de cañones más profundo del planeta. El plan de construcción previsto requiere la excavación de cuatro túneles de derivación de 20 kilómetros a través de la montaña Namcha Barwa para desviar el río Yarlung Tsangpo.   Se prevé una cascada de cinco centrales hidroeléctricas.  China planea vender parte de la electricidad producida a los países vecinos.

## Impacto en el flujo

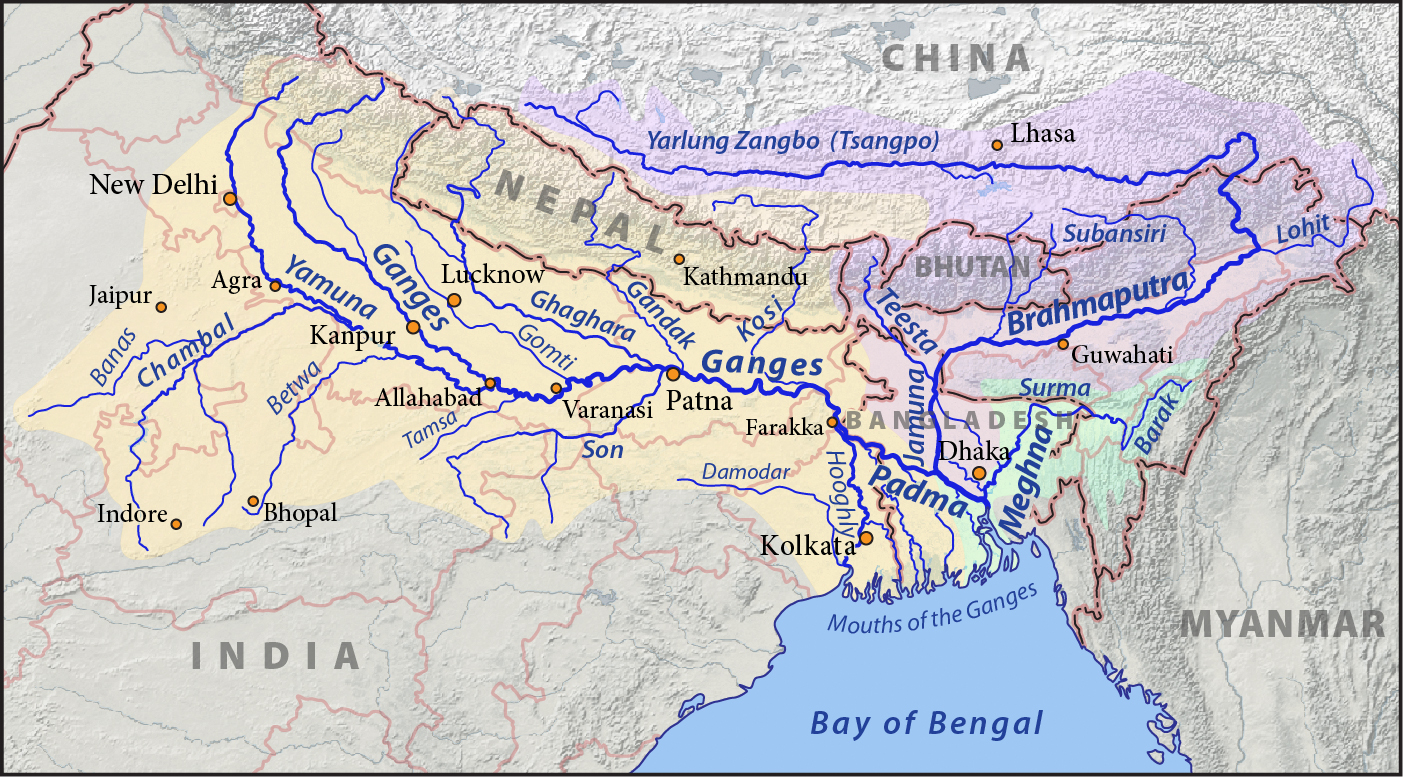
El río Yarlung Tsangpo toma el nombre de Brahmaputra en la India y luego desemboca en el Yamuna en Bangladés.

Según funcionarios chinos, las presas que se están construyendo en el Yarlung Tsangpo son de pasada, en las que el agua se desvía a través de túneles a una cota inferior para generar electricidad y luego se devuelve al río. Estos sistemas no almacenan grandes volúmenes de agua durante periodos prolongados, a diferencia de las grandes presas basadas en embalses, capaces de regular ampliamente el caudal. 
Aunque el Yarlung Tsangpo se origina dentro del Tíbet, dentro de las fronteras chinas, la mayor parte de la descarga anual del río Brahmaputra (65-70%) se genera dentro de la India, principalmente a través de las lluvias monzónicas y sus afluentes.   Los estudios científicos también estiman que solo alrededor del 25% del caudal total del río se origina en la nieve y el deshielo de los glaciares en los tramos superiores del Tíbet.  Debido a este perfil hidrológico, se espera que la infraestructura hidroeléctrica aguas arriba, como la central hidroeléctrica de Medog, tenga un efecto limitado en los caudales aguas abajo. El ministro principal (chief minister) de Assam, Himanta Biswa Sarma, ha señalado que el Brahmaputra es predominantemente un sistema fluvial indio de secano, y ha sugerido que incluso si China redujera el caudal aguas arriba, de hecho podría ayudar a mitigar las inundaciones anuales en Assam, que desplazan a cientos de miles de personas y destruyen los medios de vida. 
Sin embargo, se han suscitado inquietudes en India y Bangladés, países río abajo que dependen del río. Si bien China asegura que el proyecto no obstaculizará el flujo de agua, a India le preocupa el posibles impacto en el suministro de agua y las inundaciones. 
India está planeando contraproyectos para limitar los posibles impactos negativos de la represa china, incluido un proyecto hidroeléctrico en el distrito del Alto Siang de Arunachal Pradesh, que proporcionaría 11 gigawatts. 

## Crítica
El proyecto ha enfrentado la resistencia de diversas partes, entre ellas organizaciones ambientalistas, países río abajo y grupos de derecho tibetanos. Proyectos hidroeléctricos similares en el Tíbet han provocado protestas, incluyendo las recientes manifestaciones contra el proyecto de la presa Kamtok en el río Drichu/Yangtsé, que resultaron en más de 1000 arrestos. India y Bangladés también han expresado su preocupación por los posibles efectos del proyecto en sus recursos hídricos. 

### Impacto cultural y desplazamiento
Las organizaciones de derecho tibetanas caracterizaron el proyecto como un ejemplo de explotación económica de recursos a expensas del patrimonio cultural budista y las comunidades locales. 
Aunque no se han revelado las cifras específicas de desplazamiento, el proyecto requerirá la reubicación de la población en la zona afectada. A modo de comparación, el proyecto de la presa de las Tres Gargantas generó aproximadamente 1,4 millones de reubicaciones, aunque la menor densidad de población de la región de Medog sugiere que podrían requerirse menos desplazamientos. El proyecto amenaza con afectar lugares de importancia cultural en lo que los tibetanos consideran una de sus regiones más sagradas. Según la Campaña Internacional por el Tíbet, los 193 proyectos combinados en la región podrían desplazar a más de 1,2 millones de personas y afectar a numerosos lugares religiosos si se completan. 
La futura central hidroeléctrica también ha suscitado preocupación entre la comunidad tribal adi de Arunachal Pradesh, que teme que la presa pueda reducir significativamente el caudal del río Siang, poniendo en peligro sus medios de vida tradicionales y sus prácticas agrícolas. Los líderes locales han advertido que las descargas repentinas de agua de la presa podrían causar inundaciones catastróficas, poniendo en peligro vidas, propiedades y el patrimonio cultural en el cinturón de Siang, donde residen los adi y tribus similares. 

### Ambiental
Las organizaciones ambientalistas han identificado varias consecuencias ecológicas posibles del proyecto. Muchas expresaron su preocupación por su impacto en la biodiversidad de la meseta tibetana. La región que se verá afectada por la presa es reconocida como una de las zonas con mayor diversidad ecológica del Tíbet, lo que genera temores de una alteración del ecosistema. 
Se espera que la construcción de la presa altere significativamente los patrones de flujo de agua aguas abajo y afecte la biodiversidad local. La ubicación del proyecto en una zona sísmicamente activa propensa a corrimientos de tierra ha generado preocupaciones adicionales de seguridad, ya que la masa de agua del embalse podría afectar la estabilidad geológica.  La topografía escarpada y estrecha de la garganta provocó que los expertos en geología advirtieran sobre el aumento del riesgo de deslizamientos de tierra. En 2022, ingenieros de la oficina geológica provincial de Sichuan destacaron específicamente los peligros de los deslizamientos de tierra y los flujos de lodo y roca inducidos por terremotos como amenazas significativas para la estabilidad del proyecto. 
También se han suscitado preocupaciones ambientales sobre el impacto irreversible de la construcción de la presa en la garganta de Yarlung Tsangpo, donde el río desciende 2.000 metros a lo largo de 50 kilómetros. La región incluye una reserva natural nacional y se considera uno de los puntos calientes de biodiversidad más importantes de China. 
Jogendranath Sharma advirtió que el proyecto, ubicado en una región sísmicamente activa, plantea graves riesgos para la zona baja de Assam, incluida la erosión, la perturbación ecológica y un posible desastre en caso de un terremoto, por lo que instó a una evaluación de impacto ambiental conjunta entre India y China. 
Aravind Yelery, profesor asociado del Centro de Estudios de Asia Oriental de la Universidad Jawaharlal Nehru, afirmó que la presa podría retener sedimentos ricos en nutrientes esenciales para la fertilidad del suelo en regiones río abajo como Assam y Bangladés, lo que podría afectar el riego. Añadió que el proyecto también podría reducir el rendimiento de los cultivos, perjudicar la productividad agrícola y perturbar los ecosistemas ribereños. 
Los medios de comunicación estatales chinos han calificado el proyecto como respetuoso con el medio ambiente, destacando su papel en el avance de los objetivos de neutralidad climática de Pekín, a la vez que promueve el desarrollo económico regional. Las autoridades chinas afirman que el proyecto tendrá un impacto ambiental mínimo, aunque aún no se han publicado evaluaciones de impacto específicas. 

### Seguridad hídrica
El proyecto ha generado inquietud entre los países río abajo con respecto a la seguridad hídrica. Expertos en hidrología han establecido paralelismos con los proyectos de presas anteriores de China en el río Mekong, donde el control del agua río arriba se ha asociado con una mayor frecuencia y severidad de las sequías en las regiones río abajo durante los últimos veinte años. Los críticos señalaron que India y Bangladés podrían enfrentar problemas de acceso al agua, alteración de la biodiversidad y erosión de las riberas, similares a los que sufrieron Tailandia, Vietnam y Camboya con proyectos hidroeléctricos chinos anteriores. 
Un análisis realizado en 2020 por el Instituto Lowy indicó que el control de China sobre los ríos de la meseta tibetana podría ejercer una importante influencia geopolítica sobre la economía india. Las autoridades indias respondieron al proyecto explorando contramedidas, incluyendo el posible desarrollo de su propia presa hidroeléctrica a gran escala y un sistema de embalse para mitigar los impactos de la presa. El Ministerio de Asuntos Exteriores chino afirmó en 2020 que China mantiene un "derecho legítimo" a represar el río, afirmando que han considerado los efectos aguas abajo en su planificación. 
En 2025, India reiteró su preocupación por la construcción por parte de China de la central hidroeléctrica, alegando posibles riesgos para la seguridad hídrica regional, la estabilidad ambiental y los medios de vida de los habitantes río abajo. Funcionarios y expertos indios advirtieron que el proyecto podría afectar los caudales fluviales hacia la India, en particular del río Brahmaputra, vitales para millones de personas en los estados del noreste. El Ministerio de Asuntos Exteriores declaró que el proyecto estaba siendo monitoreado de cerca e instó a China a garantizar la transparencia y la consulta con los países río abajo. El ministro de Asuntos Exteriores, Subrahmanyam Jaishankar, planteó la cuestión durante su visita a China en julio de 2025 para la Reunión de Ministros de Asuntos Exteriores de la Organización de Cooperación de Shanghái, y también pidió la reanudación del intercambio de datos hidrológicos suspendido.   
Bangladés también ha expresado su preocupación por la seguridad hídrica debido a la construcción de la central hidroeléctrica, ya que las aguas fluyen río abajo hacia Bangladés como el río Jamuna. En febrero de 2025, los funcionarios bangladesíes solicitaron formalmente más información a Pekín, citando los posibles impactos en el caudal del río, la agricultura y los medios de vida en la densamente poblada región del delta, que depende en gran medida de niveles de agua constantes de ríos transfronterizos que se originan en el Tíbet.  China describe la central hidroeléctrica como un proyecto de pasada sin impacto en el caudal río abajo, pero Bangladés ha buscado transparencia técnica y datos hidrológicos para verificarlo. Malik Fida Khan, director del Centro de Servicios de Información Ambiental y Geográfica, advirtió que las interrupciones en el Brahmaputra (fuente del 70 por ciento del caudal de la estación seca en la cuenca del Ganges-Brahmaputra-Meghna) podrían perjudicar la seguridad hídrica de Bangladés. Sharif Jamil, coordinador de Riverkeeper Bangladés, calificó el proyecto de "unilateral y geográficamente sensible", advirtiendo que la falta de consulta podría generar riesgos ecológicos y socioeconómicos.